# Jewgienij Ried´kin
Jewgienij Leonidowicz Ried´kin (ros. Евгений Леонидович Редькин, biał. Яўген Леанідавіч Рэдзькін, Jauhien Leanidawicz Redźkin; ur. 2 lutego 1970 w Chanty-Mansyjsku) – rosyjski biathlonista reprezentujący ZSRR, WNP i Białoruś, mistrz olimpijski i mistrz świata.

## Kariera
Pierwsze sukcesy osiągnął w 1990 roku, zdobywając złoty medal w biegu indywidualnym i srebrny w sztafecie podczas mistrzostw świata juniorów w Sodankylä. W Pucharze Świata zadebiutował 16 stycznia 1992 roku w Ruhpolding, zajmując 37. miejsce w biegu indywidualnym. Pierwsze punkty (w sezonach 1984/1985 – 1999/2000 punkty zdobywało 25. najlepszych zawodników) wywalczył tydzień później w Anterselvie, zajmując 15. miejsce w tej samej konkurencji. Jedyny raz na podium zawodów tego cyklu stanął 20 lutego 1992 roku w Albertville, gdzie wygrał rywalizację w biegu indywidualnym. Najlepsze wyniki osiągał w sezonie 1991/1992, kiedy zajął 37. miejsce w klasyfikacji generalnej.
Największy sukces osiągnął w 1992 roku, kiedy startując w barwach Wspólnoty Niepodległych Państw zwyciężył w biegu indywidualnym podczas igrzysk olimpijskich w Albertville. Na strzelnicy był bezbłędny i wyprzedził na podium Niemca Marka Kirchnera i Mikaela Löfgrena ze Szwecji. Przed tym sukcesem Ried´kin nigdy nie znalazł się w czołowej dziesiątce zawodów seniorskich, a o samym starcie dowiedział się dwa dni przed zawodami. Był to jego jedyny start na tych igrzyskach. W tym samym roku odbyły się też mistrzostwa świata w Nowosybirsku, gdzie zawodnicy rywalizowali tylko w biegu drużynowym. Wspólnie z Aleksandrem Tropnikowem, Anatolijem Żdanowiczem i Aleksandrem Popowem zdobył tam złoty medal. Rok później wystartował na mistrzostwach świata w Borowcu, zajmując 31. miejsce w biegu indywidualnym i 28. miejsce w sprincie. Brał też udział w igrzyskach olimpijskich w Lillehammer w 1994 roku, gdzie nie obronił tytułu mistrza olimpijskiego, kończąc rywalizację na 53. pozycji. Ponadto wspólnie z kolegami wywalczył brązowy medal w sztafecie na mistrzostwach Europy w Kontiolahti w tym samym roku.
Prowadził później ośrodek biathlonowy w rodzinnym Chanty-Mansyjsku.

## Osiągnięcia

### Igrzyska olimpijskie
| Rok  | Miejscowość | Konkurencje | Konkurencje | Konkurencje | Konkurencje | Konkurencje | Konkurencje | Konkurencje |
| Rok  | Miejscowość | IN          | SP          | PU          | MS          | RL          | MR          | SR          |
| ---- | ----------- | ----------- | ----------- | ----------- | ----------- | ----------- | ----------- | ----------- |
| 1992 | Albertville | 1.          | –           | nd.         | nd.         | –           | nd.         | –           |
| 1994 | Lillehammer | 53.         | –           | nd.         | nd.         | –           | nd.         | –           |

### Mistrzostwa świata
| Rok  | Miejscowość | Konkurencje | Konkurencje | Konkurencje | Konkurencje | Konkurencje | Konkurencje | Konkurencje |
| Rok  | Miejscowość | IN          | SP          | PU          | MS          | RL          | MR          | SR          |
| ---- | ----------- | ----------- | ----------- | ----------- | ----------- | ----------- | ----------- | ----------- |
| 1993 | Borowec     | 31.         | 28.         | nd.         | nd.         | –           | nd.         | –           |

### Puchar Świata

#### Miejsca w klasyfikacji generalnej
| Sezon     | Miejsce |
| --------- | ------- |
| 1991/1992 | 37.     |
| 1992/1993 | 48.     |
| 1993/1994 | 56.     |
| 1994/1995 | ?       |

#### Miejsca na podium chronologicznie
| Lp. | Dzień     | Rok  | Miejscowość | Konkurencja                | Lokata | Pudła   | Czas biegu | Strata | Zwycięzca |
| --- | --------- | ---- | ----------- | -------------------------- | ------ | ------- | ---------- | ------ | --------- |
| 1.  | 20 lutego | 1992 | Albertville | Bieg indywidualny na 20 km | 2.     | 0+1+1+1 | 57:34,4    | –      | –         |